# 塔海
塔海（?—?），元朝大臣。哈剌鲁氏。铁迈赤之孙。虎都铁木禄的侄儿。开始在土土哈属下充当哈剌赤。
至元二十四年（1287年），随从元世祖平定乃颜之乱。至元二十六年（1289年），担任博儿赤（司膳）。元成宗大德四年（1300年），任中书直省舍人，迁客省副使。大德十一年（1307年），元武宗即位，进和林行省理问，由同知和林等处宣慰使事迁中书右丞。八月，加太尉、平章政事。至大三年（1310年），任枢密副使。历任佥通政院事、和宁路总管、汴梁路总管。上书朝廷免征虚粮二十二万石，民赖以安。改任庐州总管，当年饥荒，开仓粜粮。官至资善大夫。在职期间注意反映实情、开仓减税。天历元年（1328），任佥书枢密院事，守潼关、河中，抵御支持元天顺帝的山南道廉访使铁木哥军和阔不花军。冬，率军在南阳击败铁木哥等西军的进攻。升大都督。

## 延伸阅读
[在维基数据编辑]
 《新元史/卷129》，出自柯劭忞《新元史》